# Феррарская война
Феррарская война, также известная как Война из-за соли (итал. Guerra del Sale, 1482—1484) — война, в которой Венецианская республика воевала против Феррарского герцогства, поддержанного Миланским герцогством и Неаполитанским королевством. Папа Сикст IV изначально поддержал Венецию, но потом неожиданно сменил сторону.

## Предыстория
Венеция и Феррара долгое время находились в прекрасных отношениях. В 1476 году феррарский герцог Эрколе I д’Эсте получил от Венеции вооружённую поддержку, когда его племянник попытался узурпировать трон. Однако к 1480 году Венеция оказалась ослабленной длительной войной с Османской империей, и феррарский герцог (очевидно, подстрекаемый своим тестем — неаполитанским королём Фернандо I) начал вести провокационную по отношению к Венеции политику.
Сначала Эрколе построил солеварни вокруг устья реки По. Венеция обладала монополией на добычу соли (которая в Средние века была стратегическим ресурсом) в течение семи или восьми веков и ревностно её оберегала, поэтому действия Феррары бросали вызов Венеции. Затем феррарский герцог поднял смутные вопросы, касающиеся определения линии границы, что также не способствовало улучшению отношений. Наконец, когда венецианский консул арестовал местного священника за неуплату долгов, а священник отлучил консула от церкви, Эрколе встал на сторону священника, хотя позже того осудил епископ. Несмотря на то, что епископ принёс Венеции свои извинения (так как папу Сикста шокировало известие об отлучении), Эрколе упорно отказывался принимать консула.
В сентябре 1480 года Джироламо Риарио — племянник папы Сикста — стал сеньором Форли. Так как он желал расширения подвластной ему территории за счёт Феррары, то папа Сикст стал подбивать Венецию на поход.

## Ход войны
В начале 1482 года Венецианская республика объявила войну Феррарскому герцогству. Венецианские войска, ведомые кондотьером Роберто Сансеверино, атаковали феррарскую территорию с севера, разграбили Адрию, взяли Комаккьо, атаковали Ардженту, а в мае осадили Фикароло (капитулировал 29 июня) и Ровиго (сдался 17 августа). Затем венецианские войска пересекли реку По, и в ноябре 1482 года начали осаду Феррары.
На стороне Венеции, помимо папских войск и сил Риарио из Форли и Имолы, выступили также контингенты, сформированные Генуэзской республикой, и войска Монферратского маркграфа Гульельмо VIII. Тем временем на стороне Феррары под общим командованием урбинского герцога Федериго да Монтефельтро выступили войска Неаполитанского королевства, которые под командованием Альфонсо Неаполитанского вторглись в Папскую область с юга, а также войска миланского герцога Лодовико Сфорца, мантуанского герцога Федерико I Гонзага и болонского деспота Джованни II Бентивольо, которые вторглись в Папскую область с севера.
Папские войска под руководством полководцев из рода Колонна успешно отбивались от противников, а 21 августа 1482 года Роберто Малатеста разгромил неаполитанские войска в сражении при Кампоморто. Однако 10 сентября Роберто Малатеста умер в Риме, и 28 ноября папа Сикст IV заключил с Неаполем перемирие, а 12 декабря подписал сепаратный мир.
После этого папа призвал Венецию сложить оружие. Дож Мочениго вежливо отказался, заметив, что, поскольку это оружие совсем недавно получило личное благословение его святейшества, то победа ему обеспечена. В ответ 25 мая 1483 года папа наложил на Венецию интердикт, однако Венеция попросту его не приняла: представитель Венеции в Риме отказался передавать папскую буллу своему правительству, и Сикст был вынужден отправить специального посланника к патриарху, который, в свою очередь, отговорился тем, что очень болен и не может передать её дожу и сенату. Тем временем Венеция довела до сведения папы, что она желает обратиться к предстоящему собору (о чём была оповещена общественность, так как копия письма была прибита к дверям церкви Сан-Чельсо в Риме).
Повернув оружие против бывших союзников, папа предоставил неаполитанским войскам проход через свою территорию. Папские войска под командованием Вирджинио Орсини выступили на защиту Феррары. В этот момент, когда против неё ополчилась вся Италия, Венеция попыталась найти союзников во Франции: недавно коронованному молодому Карлу VIII была подброшена идея вторгнуться в Италию и претендовать на Неаполитанское королевство, а герцог Орлеанский при этом мог бы предъявить свои права на Милан. Однако ни французский король, ни герцог Орлеанский венецианских предложений не приняли. Тем временем король Неаполя, корабли которого жестоко пострадали от нападений венецианского флота, был заинтересован в мире. Миланский герцог, который обнаружил, что неаполитанский король является несговорчивым и неудобным союзником, пришёл к такой же мысли. 7 августа 1484 года в Баньоло был заключён мир на почётных для обеих сторон условиях.

## Итоги
Согласно условиям мирного договора, Венеция получила город Ровиго и дополнительные территории вокруг дельты реки По. Так как в обмен венецианские войска покидали территорию Феррарского герцогства, то всё население Баньолы восприняло происшедшее как победу: празднество продолжалось три дня. Единственным недовольным был папа Сикст IV. Получив известие о мирном соглашении, он, как вспоминал в письме к Лоренцо Медичи флорентийский посол, 
…будто язык проглотил. Он не мог подобрать слов, но когда подобрал их, то пробормотал, что никогда не признает этого бесчестья.
Однако подтвердить это свое решение папа не смог: на следующий день он скончался.
Предложение, сделанное Венецией Франции, аукнулось десять лет спустя, причем привело к тяжёлым для Италии последствиям: именно предложенные Венецией аргументы послужили для Франции основанием для Итальянских войн.